# Adrienne Ranc-Sakakini
Adrienne Sakakini, nascuda a Adrienne Ranc (Marsella, 4 de maig de 1916 - Annot, 22 de juny de 2014), va exercir un paper actiu en la resistència francesa a Marsella a partir de 1940.

## Biografia
Quan va començar la Segona Guerra Mundial, Adrienne Ranc treballava al departament de comptabilitat d'una empresa de transport internacional. Tenia accés a informació sobre l'exportació de matèries primeres en trànsit cap a l'Alemanya nazi. L'agost de 1940, s'incorpora a una de les primeres xarxes de resistència, la xarxa F2, creada el juliol de 1940 pel govern polonès a l'exili a Londres. Forma part del sector marítim de Marsella, encarregat de supervisar els vaixells enemics, els arsenals i els diplomàtics.
Va enviar informació codificada a la França Lliure durant mesos, però va ser denunciada el 1942. Va ser torturada a Marsella, al Fort Saint-Nicolas, i empresonada a la presó de les Presentines. Després va ser traslladada a la presó de Saint-Joseph, a Lió. Quan va marxar el 1943, va establir vincles amb els maquisard i va participar en les batalles per a l'alliberament de Marsella l'agost de 1944.
Va ser durant aquestes batalles on va conèixer a Fernand Sakakini (1917-1991), el seu futur marit. Van tenir quatre fills: Josette, Francine, Évelyne, i Raoul.
Ella es va incorporar al Reagrupament del Poble Francès (FPR) quan va ser creat per Charles de Gaulle el 1947, i es va convertir en membre del seu comitè organitzador a les Bouches-du-Rhône.
Adrienne Ranc-Sakakini va morir el 22 de juny de 2014 a Annot en un accident de cotxe. Està enterrada al cementiri de Saint-Pierre de Marsella. El 17 d'abril de 2017, en presència de funcionaris electes, van venir a retre-li homenatge la seva filla Josette i els seus besnets.

## Homenatges
L'Avinguda Adrienne Ranc-Sakakini de Marsella porta el seu

## Distincions
Entre la llista de condecoracions que se li va atorgar, cal destacar:
- Oficial de la Legió d'Honor (12 d'abril de 2009).[9]
- Creu de Guerra 1939-1945.
- Medalla d'internament per fets de Resistència.
- Creu al Mèrit (Polònia).